# Capella (Queensland)
Capella ist eine kleine Stadt in der LGA Central Highlands Region in Queensland, Australien. In der Volkszählung von 2021 hatte Capella eine Bevölkerung von 974 Personen.
Capella liegt rund 300 Kilometer südwestlich von Mackay und 300 Kilometer westlich von Rockhampton. Der Gregory Highway führt von Emerald im Süden (50 Kilometer) und Clermont im Nordwesten (60 Kilometer).